# ماثيو كلارك

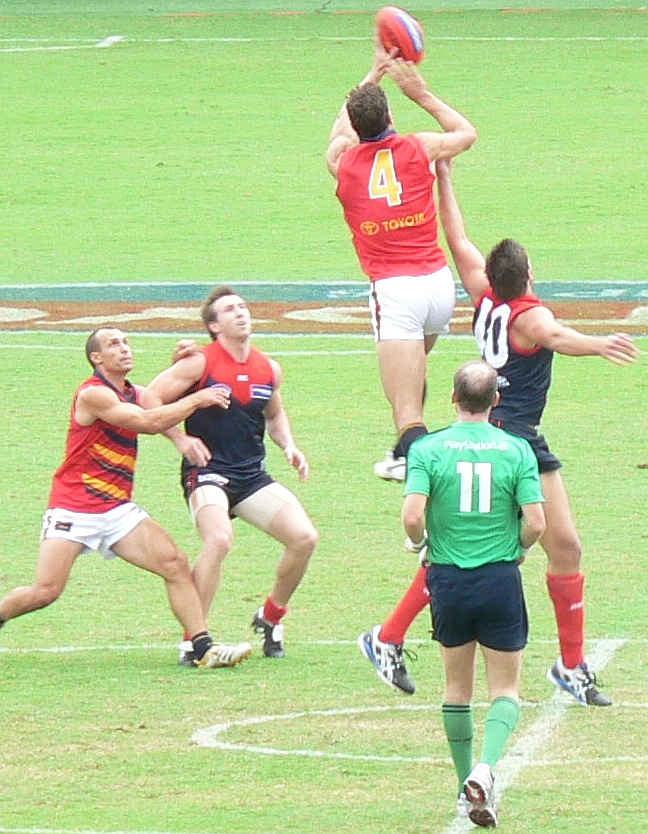
كلارك يحمل رقم 4

ماثيو كلارك (بالإنجليزية: Matthew Clarke)‏ (ولد في 18 سبتمبر 1973) هو لاعب كرة قدم أسترالي محترف سابق في دوري كرة القدم الأسترالي المحترف (AFL) لعب في أربعة أندية وما مجموعه 258 مباراة بين عامي 1993 و 2007، كان يعرف بواحد من أكثر الشخصيات فعالية في العصر الحديث.
كلارك طبيب بيطري مؤهل (مثل والده) ويدرس حاليا للحصول على ماجستير في إدارة الأعمال.

## روابط خارجية
- ماثيو كلارك على موقع AustralianFootball.com (الإنجليزية)
- ماثيو كلارك على موقع AFLtables.com (الإنجليزية)